# Kohler (Wisconsin)
Kohler ist eine Gemeinde (mit dem Status „Village“) im Sheboygan County im US-amerikanischen Bundesstaat Wisconsin. Im Jahr 2010 hatte Kohler 2120 Einwohner.

## Entstehung
1899, ein Jahr vor seinem Tod, kaufte der aus dem Bregenzerwald stammende John Michael Kohler (1844–1900), der Gründer der Kohler Company (ca. 6 Kilometer westlich des damaligen Sheboygan) etwa 20 Hektar Farmgelände und schuf dort die neuen Produktionsanlagen der Firma.
Sein Sohn Walter Jodok Kohler (1875–1940), der das Unternehmen bis 1937 leitete, wollte einen architektonischen Mischmasch vor seinen Firmentoren verhindern und entschloss sich 1912, auf der Westseite der Werksanlagen eine attraktive industrielle Modellsiedlung für die Kohler-Mitarbeiter – Kohler Village genannt – entstehen zu lassen.
Er beauftragte den renommierten Landschaftsarchitekten Frederick Law Olmsted, Jr. mit der Planung einer der landesweit ersten und in den Medien viel beachteten Retortensiedlungen mit großzügigen Grünanlagen.

Wälderhaus

1916 erhielt der deutschstämmige Architekt und Stadtplaner Werner Hegemann (1881–1936) den Auftrag für den Bau der bemerkenswerten Siedlung.

1929 ließ Walter Kohler durch den ebenfalls aus dem Bregenzerwald stammenden Architekten Kaspar Albrecht am Rand der Modellsiedlung das sogenannte Wälderhaus, eine Kopie des Elternhauses von John M. Kohler in Schnepfau (Vorarlberg) errichten.

## Geografie
Kohler liegt im Südosten Wisconsins beiderseits des Sheboygan River, der 7 km östlich in den Michigansee mündet.
Die geografischen Koordinaten von Kohler sind 43°44′18″ nördlicher Breite und 87°46′52″ westlicher Länge. Das Gemeindegebiet erstreckt sich über eine Fläche von 14,4 km².
Nachbarorte von Kohler sind Mosel (10,7 km nordnordöstlich), Sheboygan (an der östlichen Gemeindegrenze), Oostburg (17,4 km südlich) und Sheboygan Falls (an der westlichen Gemeindegrenze).
Die nächstgelegenen größeren Städte sind Green Bay (106 km nördlich), Appleton (93,5 km nordwestlich), Wisconsins Hauptstadt Madison (177 km südwestlich), Wisconsins größte Stadt Milwaukee (87,9 km südlich) und Chicago in Illinois (234 km in der gleichen Richtung).

## Verkehr
Der Interstate Highway 43, der die kürzeste Verbindung von Milwaukee nach Green Bay bildet, verläuft in Nord-Süd-Richtung entlang der östlichen Gemeindegrenze von Kohler. An der nordöstlichen Gemeindegrenze kreuzt der ebenfalls vierspurig ausgebaute Wisconsin State Highway 23 die Interstate. Der Wisconsin State Highway 28 bildet die südliche Gemeindegrenze. Alle weiteren Straßen sind untergeordnete Landstraßen, teils unbefestigte Fahrwege sowie innerörtliche Verbindungsstraßen.
Durch Kohler verläuft in West-Ost-Richtung eine Eisenbahnlinie für den Frachtverkehr der Wisconsin and Southern Railroad (WSOR).
Mit dem Sheboygan County Memorial Airport befindet sich 8,8 km westnordwestlich ein kleiner Flugplatz. Die nächsten Verkehrsflughäfen sind der Austin Straubel International Airport in Green Bay (106 km nördlich) und der Milwaukee Mitchell International Airport in Milwaukee (98 km südlich).

## Wirtschaft

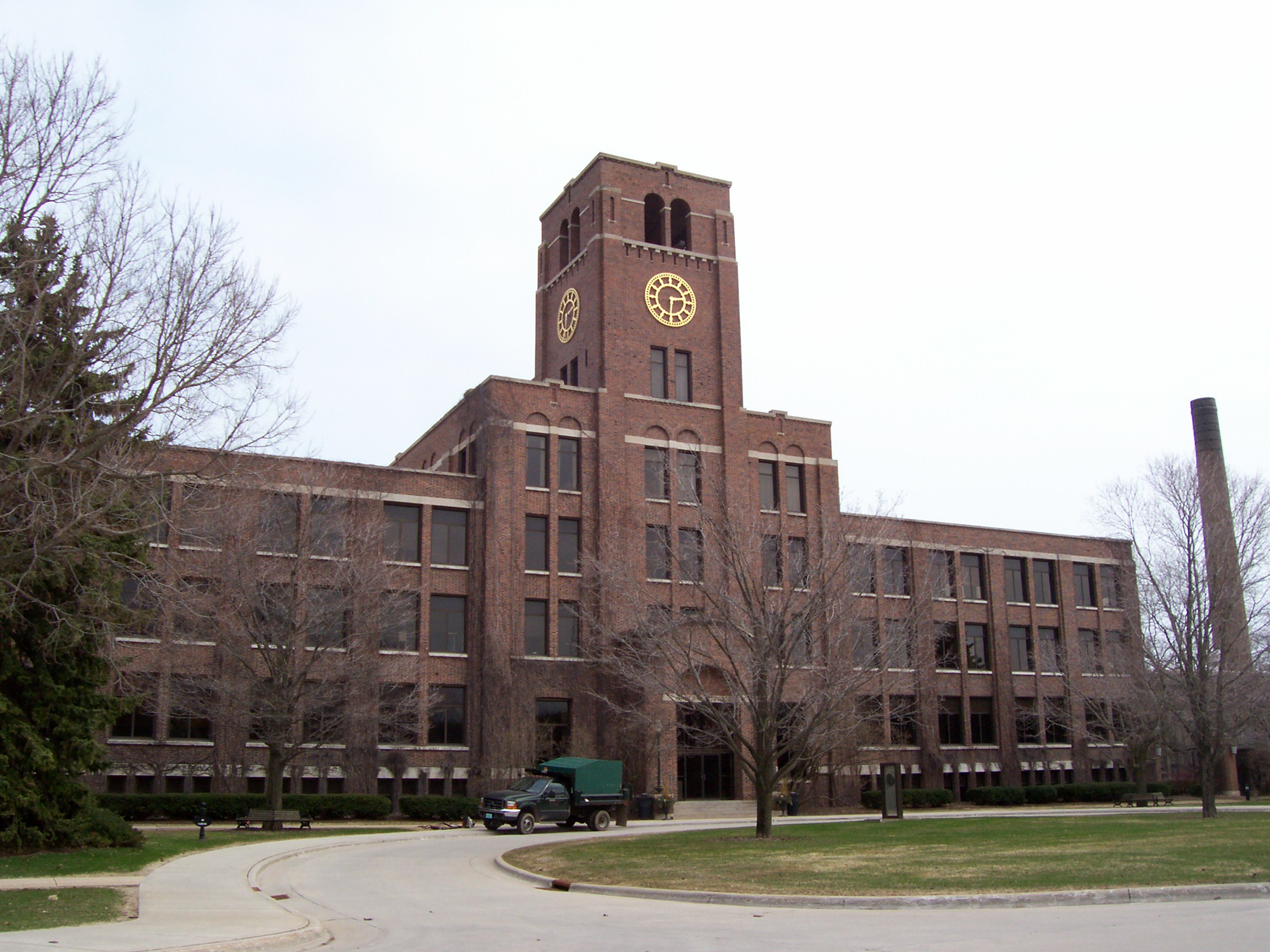
Sitz der Kohler Company, seit 2001 im NRHP gelistet

Der größte Arbeitgeber in Kohler ist die Kohler Company, ein  Hersteller von Produkten für den Sanitärbereich; der Ort selbst wurde durch das Unternehmen als eine Planstadt im Jahre 1912 geschaffen, nachdem Kohler den Betrieb aus der Innenstadt von Sheboygan in den damals ländlichen Raum westlich der Stadt verlegt hatte.
Zusätzlich zu der Fabrik besitzt das Unternehmen Kohler auch die touristischen Hotel- und Erholungsanlagen des American Club, zu dessen Golfbereich die Anlagen des Blackwolf Run und der Whistling Straits in der Nähe von Haven (Wisconsin) gehören. In den Jahren 1934 und 1954 fanden in Kohler die Kohler Streiks statt.

## Bevölkerung
Nach der Volkszählung im Jahr 2010 lebten in Kohler 2120 Menschen in 784 Haushalten. Die Bevölkerungsdichte betrug 150,4 Einwohner pro Quadratkilometer. In den 784 Haushalten lebten statistisch je 2,7 Personen.
Ethnisch betrachtet setzte sich die Bevölkerung zusammen aus 96,0 Prozent Weißen, 0,2 Prozent Afroamerikanern, 2,5 Prozent Asiaten sowie 0,2 Prozent aus anderen ethnischen Gruppen; 1,1 Prozent stammten von zwei oder mehr Ethnien ab. Unabhängig von der ethnischen Zugehörigkeit waren 2,3 Prozent der Bevölkerung spanischer oder lateinamerikanischer Abstammung.
30,5 Prozent der Bevölkerung waren unter 18 Jahre alt, 54,5 Prozent waren zwischen 18 und 64 und 15,0 Prozent waren 65 Jahre oder älter. 52,8 Prozent der Bevölkerung waren weiblich.
Das mittlere jährliche Einkommen eines Haushalts lag bei 81.625 USD. Das Pro-Kopf-Einkommen betrug 36.817 USD. 1,0 Prozent der Einwohner lebten unterhalb der Armutsgrenze.

## Bekannte Bewohner
- Walter Jodoc Kohler (1875–1940) – Industrieller, 26. Gouverneur von Wisconsin (1929–1931) – Gründer des Ortes
- John Michael Kohler (1844–1900) – Industrieller – Gründer der Kohler Company